# Publio Melio Capitolino
Publio Melio Capitolino (fl. IV secolo a.C.) è stato un politico romano.

## Primo tribunato consolare
Nel 400 a.C. fu eletto tribuno consolare con Publio Manlio Vulsone, Lucio Titinio Pansa Sacco, Publio Licinio Calvo Esquilino, Spurio Furio Medullino e Lucio Publilio Filone Volsco.
Publio Licinio fu il primo plebeo ad essere eletto alla massima magistratura romana.
Durante quell'anno Roma riconquistò Anxur ai Volsci.

## Secondo tribunato consolare
Nel 396 a.C. fu eletto tribuno consolare con Publio Licinio Calvo Esquilino, Lucio Titinio Pansa Sacco, Gneo Genucio Augurino, Lucio Atilio Prisco e Quinto Manlio Vulsone Capitolino.
Mentre continuava l'assedio di Veio, Lucio Titinio e Gneo Genucio marciarono contro i Falisci ed i Capenati, ma furono da questi sorpresi in un'imboscata. Gneo Genucio morì combattendo, mentre Titinio riuscì a riparare con i superstiti.
La notizia della rovina dell'esercito romano causò il panico a Roma e nei soldati che assediavano Veio, tanto che alcuni di questi tornarono in città.
(Tito Livio, "Ab Urbe Condita", V, 2, 18)
Solo la nomina di Marco Furio Camillo a dittatore riuscì a riportare la calma in città e nell'esercito, che rinfrancato, fu artefice della caduta di Veio, dopo un decennale assedio.